# CER Atlântico
Der Clube Esportivo e Recreativo Atlântico ist ein Sportverein aus Erechim im brasilianischen Bundesstaat Rio Grande do Sul. Der Klub ist in verschiedenen Sportarten aktiv, mit einem Schwerpunkt auf den Futsal. Des Weiteren bietet er seinen Mitgliedern kulturelle Aktivitäten an.

## Geschichte
Atlântico wurde am 20. September 1915 als Societá Italiana di Mutuo Soccorso 2 de Setembre von italienischen Einwanderern mit dem Ziel gegründet, einen Notgroschen zu bilden und seine Mitglieder zusammenzubringen. Zu dem Zeitpunkt war der Ort noch Distrikt von Passo Fundo. Erst 1918 wurde der Ort eigenständig. Der Begriff „Mutuo Soccorso“ (Gegenseitige Hilfe) drückte den Hauptbereich der Gesellschaft aus. Es handelte sich um eine echte private Rente, in der die Mitglieder monatlich einen bestimmten Betrag zahlten und Hilfe in Anspruch nehmen konnten, wenn sie aufgrund einer Erkrankung ihre Tätigkeit nicht ausüben konnten. Wenn der Grund der Tod eines Mitgliedes war, erhielt die Familie die Hilfe.

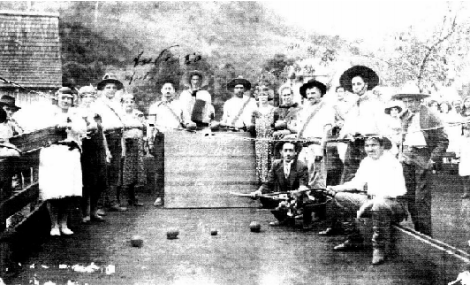
Mitglieder beim Boccia 1938

Bis der Klub zu seinem heutigen Namen kam, durchlief dieser diverse Änderung, so z. B. 1929 als der erste Hauptsitz eingeweiht wurde. Im Zuge dessen erfolgte die eine Umbenennung des Klubs von 2 de Setembre in Carlo Del Prete, zu Ehren eines im Vorjahr verunglückten italienischen Militärfliegers und Langstreckenpiloten. Weitere Namen waren Benite Mussolini, Sociedade Esportiva e Recreativa Atlântico und Atlântico Foot Ball Club.
Aufgrund des von der Regierung unter dem Begriff Estado Novo 1937 eingeführten Nationalismus war der Gebrauch von ausländischen Namen für Institutionen verboten. Insbesondere ab 1942 die der Achsenmächte. Angesichts dessen nahm der Klub, bereits 1940, seinen heutigen an.
Nicht nur der Name hat sich geändert, sondern die Gesellschaft hat sich im Laufe der Zeit weiterentwickelt und den vorgestellten Bedürfnissen entsprochen. So entstanden aus den Treffen der Italiener, um ihre Lieder zu singen und Wein zu trinken, andere Aktivitäten wie Boccia, Billard, Amateurtheater, Tanz- und Veranstaltungssäle, Fußball und ein Sportpark, in dem diverse Sport- und Freizeitmöglichkeiten angeboten werden. Nachdem 1977 die Fußballabteilung geschlossen worden war, riss man deren Stadion ab und schuf an dessen Stelle einen Sportpark.
In den 1980er Jahren weihte Atlântico ein Schwimmbad mit 25 Metern und Volleyballplätze in seiner Halle Caldeirão do Galo ein. Mit der Zeit kamen weitere Indoor-Sportarten hinzu. Heute werden dort Anlagen zur Sport- und Freizeitgestaltung.

## Fußball
Nachdem sich in den frühen 1930er Jahren Arbeiter der Stadt nach Feierabend zu Freundschaftsspielen trafen, begann diese mit dem Aufbau einer Fußballsektion. Zuvor gab es vor Ort den von 1922 bis 1929 bestehenden SC Ítalo-Brasileiro sowie seit 1924 existierenden Ypiranga FC. Die Mitglieder legten in einer Versammlung den Namen Atlântico Foot-Ball Club fest. Die ersten Spiele, die bei einem Turnier im Barrio Floresta in Porto Alegre ausgetragen wurden, galten waren freundschaftlich und beinhalteten das erste Treffen auf einer der großen Klubs der Region, den SC Internacional (0:3-Niederlage). Etwa fünf Monate später schlug der Präsident des Clubs, José Viero, eine Fusion mit der Societá Carlo del Prete vor, die ohne Schwierigkeiten genehmigt wurde.
Die Stadt hatte zuvor bis 1929 eine Stadtmeisterschaft organisiert und rief diese nach der Übernahme des Atlântico FBC durch den Klub 1937 wieder ins Leben. In der Zeit zwischen Ende der 1940er und Mitte der 1970er Jahre zeichnete sich die Fußballabteilung durch 21 Siege der Stadtmeisterschaft aus und war damit der Rekordhalter des Wettbewerbs.

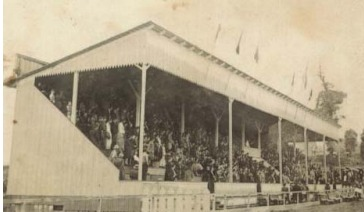
Stadion 1941

Im Jahr 1941 wurde der Bau des ersten Stadions des Klubs abgeschlossen: das Estádio da Baixada Rubra mit einer Kapazität von etwa 3000 Sitzplätzen. Die Einweihung des Stadions fand in einem Freundschaftsspiel gegen den SC Internacional, den damaligen Staatsmeister, statt. Mit einem 11:2-Sieg gelang außerordentlicher Erfolg. 1942 begann die Professionalisierung des Vereins, die ersten angestellten Spieler wurden eingestellt.
1943 gewann man die Regionalmeisterschaft und wurde in dem Jahr zur Teilnahme an der Campeonato Gaúcho de Futebol Amador, der Amateurmeisterschaft, der Staatsmeisterschaft eingeladen. 1952 qualifizierte sich Atlântico für die deren neu geschaffene zweite Liga. Vier Mal erreichte der Klub in dem Wettbewerb die Vizemeisterschaft 1954, 1958, 1961 und 1962. Nachdem der regionale Verband Federação Gaúcha de Futebol (FGF) die Teilnehmerzahl für die erste Liga der Staatsmeisterschaft für 1971 erhöht hatte, profitierte der Klub von dieser Regelung und trat in dem Jahr erstmals in der obersten regionalen Meisterschaft an. Am 24. Januar debütierte man beim EC Internacional (SC). Der Einstand misslang, Atlântico unterlag mit 0:3. In der gesamten Meisterschaft sollte dem Klub kein Sieg gelingen. In seinen 23 Partien erreichte er sechs Unentschieden bei 15:59 Toren. Aufgrund dieses Ergebnisses zog man sich gänzlich aus der Staatsmeisterschaft zurück. 1974 trat Atlântico dann wieder in der zweiten Liga an und im Folgejahr in der Ersten. 1976 erreichte der Klub mit einem fünften Platz einen Achtungserfolg. Trotzdem beschloss der Vorstand, die Fußballabteilung 1977 zu schließen.
In den 2010er Jahren stellte Atlântico wieder eine Mannschaft zusammen, um im Frauenfußball mitzuwirken. Diese trat als eigener Klub unter dem Namen Atlântico Futebol Clube an. Der FC besteht bis heute. Die genaue Verbindung zur CER ist unklar. Die Adressen sind unterschiedlich, aber der FC nutzt das Logo der CER fast identisch, nur der angegebene Name macht den Unterschied.
Der FC trat ab 2011 in der Staatsmeisterschaft der Frauen an. Diese konnte die Auswahl 2013 gewinnen. Zwei Mal konnte sich Atlântico über die Staatsmeisterschaft zur Teilnahme am Copa do Brasil qualifizieren. 2012 und 2014 hieß der erste Gegner AE Kindermann, seinerzeit eine der besten Damenmannschaften Brasiliens. Beide Treffen verlor Atlântico. 2012 mit 0:10 und 2014 mit 2:7. Der letzte Auftritt des Klubs ist in der Staatsmeisterschaft 2016 nachgewiesen.

## Teilnahme an Fußballwettbewerben
| Teilnahmen                         |                       |
| ---------------------------------- | --------------------- |
| Herren Staatsmeisterschaft Série A | 03× – 1971, 1975–1976 |
| Staatsmeisterschaft Série A2       | 19× – 1953–1970, 1974 |
| Copa do Brasil (Frauenfußball)     | 02× – 2012, 2014      |
| Frauen Staatsmeisterschaft Série A | 06× – 2011–2016       |

## Futsal

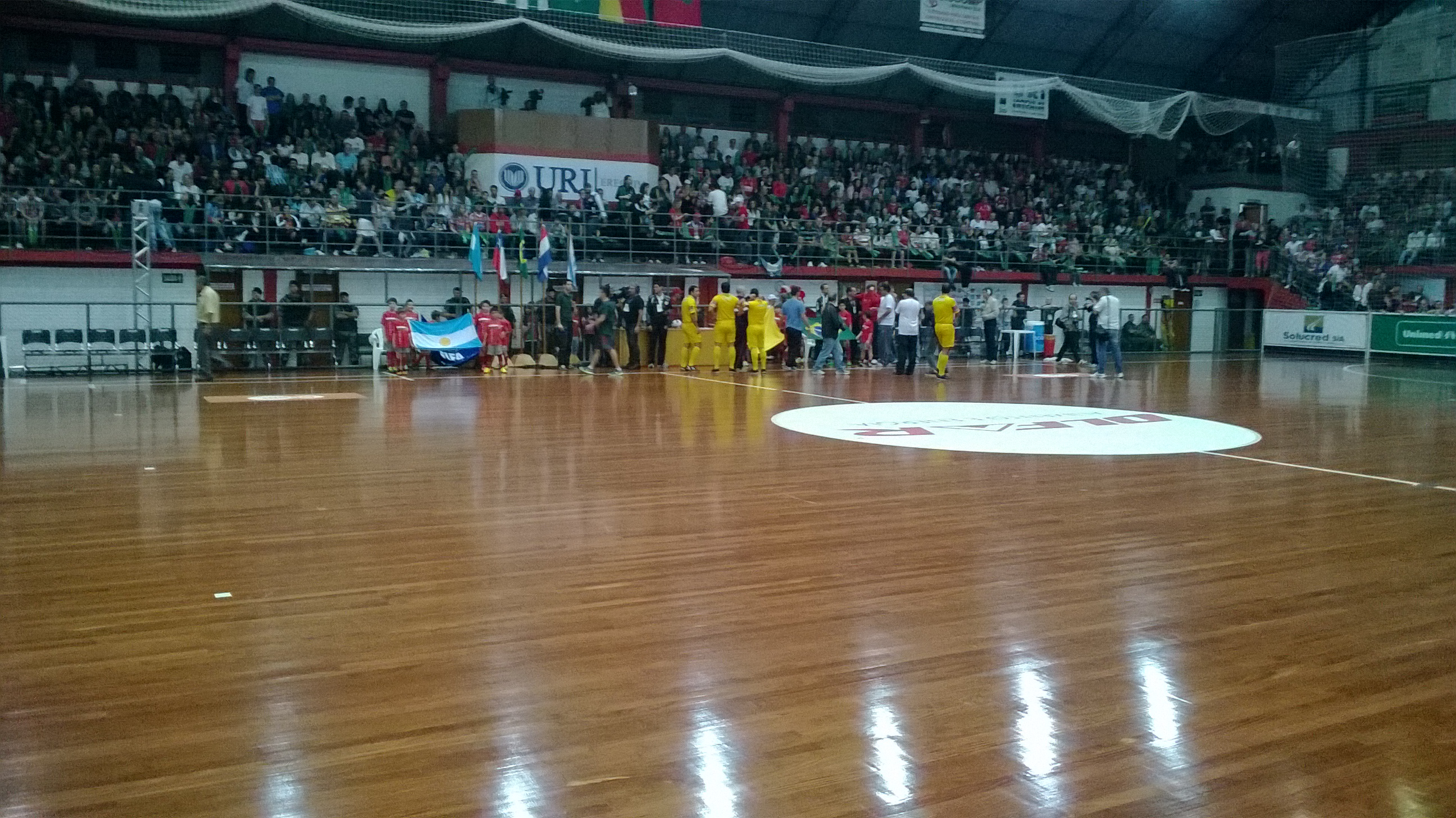
Copa Libertadores Fínale 2014

1999 wurde die Futsal-Abteilung gegründet, die zum Aushängeschild des Vereins wurde. Zunächst begann Atlântico in den unteren Klassen der Campeonato Catarinense de Futsal, der Futsal-Staatsmeisterschaft. Man konnte sich schnell etablieren und spielt seit 2002 in der Liga Nacional de Futsal, einer nationalen Futsalliga.
Ab 2011 stellten sich die ersten Titelgewinne auf regionaler Ebene ein. In der Folge gewann Atlântico 2013 mit dem Taça Brasil de Futsal den Pokalwettbewerb sowie die Superliga de Futsal 2013. Aus diesen heraus folgte die Qualifizierung zur Copa Libertadores 2014. Diese wurde in Erechim ausgetragen. Der Klub konnte in dem Turnier das Finale erreichen, in welchem Boca Juniors aus Argentinien mit 3:2 geschlagen werden konnte. Als Sieger der Copa Libertadores nahm Atlântico im Folgejahr am Futsal-Weltpokal teil. Das Turnier mit vier weiteren Kontinentalsiegern wurde zu seinem 100-jährigen Jubiläum auch in der Heimatstadt des Klubs ausgetragen. Man wusste seinen Heimvorteil zu nutzen. Wieder kam Atlântico ins Finale, in welchem man auf den MFK Kairat Almaty aus Kasachstan traf. Die Partie am 5. September endete in der regulären Spielzeit 3:3. In der Verlängerung konnte Atlântico das Treffen dann mit 1:0 für sich entscheiden und den bislang größten Erfolg feiern.

### Futsal Erfolge
- Futsal-Weltpokal: 2015
- Copa Libertadores: 2014
- Liga Nacional de Futsal: 2023
- Taça Brasil de Futsal: 2013, 2019
- Superliga de Futsal: 2013
- Liga Sul de Futsal: 2013
- Campeonato Catarinense de Futsal: 2011, 2014, 2016
- Liga Gaúcha de Futsal: 2019, 2021

## Schwimmen
Während die meisten Sportarten bei Atlântico im Breitensport angesiedelt sind, war neben dem Futsal auch der Schwimmsport professionell ausgerichtet. Dieses war die erste Sportart, welche nach der Schließung der Fußballabteilung des Atlântico intensiver betrieben wurde. Nachdem der Bau der Schwimmbäder 1985 abgeschlossen war, trat man im folgenden Jahr der Federação Gaúcha de Desportos Aquáticos, dem regionalen Schwimmverband bei. In den 1990er Jahren nahm der Klub an einigen Mannschaftsmeisterschaften teil. Derzeit nimmt das Team an regionalen Turnieren teil, wobei der Schwerpunkt auf den Kategorien Junioren, Kinder und Jugendliche liegt.
Eduardo Deboni, Gold- und Silbermedaillengewinner bei den Panamerikanischen Spielen 2007, entstammt dem Klub.